# Fenerbahçe Spor Kulübü 2022-2023 (calcio)
Questa pagina raccoglie i dati riguardanti la sezione calcistica del Fenerbahçe Spor Kulübü nelle competizioni ufficiali della stagione 2022-2023.

## Maglie e divise
| Casa | Trasferta | Terza Divisa |

## Rosa
In corsivo i calciatori ceduti durante la stagione.
| N. |                               | Ruolo | Calciatore        |
| -- | ----------------------------- | ----- | ----------------- |
| 1  | Turchia (bandiera)            | P     | Altay Bayındır    |
| 2  | Brasile (bandiera)            | D     | Gustavo Henrique  |
| 3  | Turchia (bandiera)            | D     | Samet Akaydin     |
| 4  | Turchia (bandiera)            | D     | Serdar Aziz       |
| 5  | Brasile (bandiera)            | C     | Willian Arão      |
| 6  | Macedonia del Nord (bandiera) | C     | Ezgjan Alioski    |
| 7  | Paesi Bassi (bandiera)        | C     | Ferdi Kadıoğlu    |
| 8  | Turchia (bandiera)            | C     | Mert Hakan Yandaş |
| 9  | Uruguay (bandiera)            | A     | Diego Rossi       |
| 10 | Turchia (bandiera)            | C     | Arda Güler        |
| 11 | Germania (bandiera)           | A     | Mërgim Berisha    |
| 13 | Ecuador (bandiera)            | A     | Enner Valencia    |
| 14 | Grecia (bandiera)             | C     | Dimitrios Pelkas  |
| 15 | Norvegia (bandiera)           | A     | Joshua King       |
| 17 | Turchia (bandiera)            | C     | İrfan Kahveci     |
| 18 | Brasile (bandiera)            | C     | Lincoln           |
| 19 | Germania (bandiera)           | A     | Serdar Dursun     |

| N. |                         | Ruolo | Calciatore          |
| -- | ----------------------- | ----- | ------------------- |
| 20 | Italia (bandiera)       | A     | João Pedro          |
| 21 | Nigeria (bandiera)      | C     | Bright Osayi-Samuel |
| 22 | Portogallo (bandiera)   | A     | Bruma               |
| 23 | Belgio (bandiera)       | A     | Michy Batshuayi     |
| 24 | Paesi Bassi (bandiera)  | D     | Jayden Oosterwolde  |
| 26 | Slovenia (bandiera)     | C     | Miha Zajc           |
| 27 | Portogallo (bandiera)   | C     | Miguel Crespo       |
| 28 | Brasile (bandiera)      | D     | Luan Peres          |
| 29 | Uruguay (bandiera)      | D     | Mauricio Lemos      |
| 30 | Turchia (bandiera)      | D     | Nazim Sangaré       |
| 32 | RD del Congo (bandiera) | D     | Marcel Tisserand    |
| 37 | Rep. Ceca (bandiera)    | A     | Filip Novák         |
| 41 | Ungheria (bandiera)     | D     | Attila Szalai       |
| 54 | Turchia (bandiera)      | P     | Ertuğrul Çetin      |
| 70 | Turchia (bandiera)      | P     | İrfan Can Eğribayat |
| 80 | Turchia (bandiera)      | C     | İsmail Yüksek       |
| 99 | Turchia (bandiera)      | C     | Emre Mor            |

## Calciomercato

### Sessione estiva
| Acquisti         | Acquisti              | Acquisti            | Acquisti                    |
| R.               | Nome                  | da                  | Modalità                    |
| ---------------- | --------------------- | ------------------- | --------------------------- |
| A                | Diego Rossi           | Los Angeles FC      | definitivo (5,5 milioni €)  |
| D                | Luan Peres            | Olympique Marsiglia | definitivo (5,2 milioni €)  |
| A                | João Pedro            | Cagliari            | definitivo (4,68 milioni €) |
| A                | Michy Batshuayi       | Chelsea             | definitivo (3,5 milioni €)  |
| D                | Lincoln               | Santa Clara         | definitivo (3,5 milioni €)  |
| C                | Willian Arão          | Flamengo            | definitivo (3 milioni €)    |
| A                | Emre Mor              | Fatih Karagümrük    | definitivo (1 milioni €)    |
| D                | Gustavo Henrique      | Flamengo            | prestito (1,4 milioni €)    |
| P                | İrfan Can Eğribayat   | Göztepe             | prestito (500 mila €)       |
| C                | Lamine Diack          | Tuzlaspor           | definitivo (250 mila €)     |
| A                | Tiago Çukur           | Watford             | definitivo (250 mila €)     |
| A                | Joshua King           | Watford             | gratuito                    |
| D                | Ezgjan Alioski        | Al-Ahli             | prestito                    |
| A                | Bruma                 | PSV                 | prestito                    |
| Altre operazioni |                       |                     |                             |
| R.               | Nome                  | da                  | Modalità                    |
| A                | Mbwana Samatta        | Anversa             | fine prestito               |
| C                | Muhammed Gümüşkaya    | Giresunspor         | fine prestito               |
| A                | Allahyar Sayyadmanesh | Hull City           | fine prestito               |
| C                | Max Meyer             | Midtjylland         | fine prestito               |
| D                | Mauricio Lemos        | Beerschot VA        | fine prestito               |
| C                | İsmail Yüksek         | Bursaspor           | fine prestito               |
| D                | Barış Sungur          | Kuşadasıspor        | fine prestito               |

| Cessioni | Cessioni              | Cessioni            | Cessioni                     |
| R.       | Nome                  | da                  | Modalità                     |
| -------- | --------------------- | ------------------- | ---------------------------- |
| D        | Kim Min-jae           | Napoli              | definitivo (18,05 milioni €) |
| A        | Allahyar Sayyadmanesh | Hull City           | definitivo (4,5 milioni €)   |
| A        | Ozan Tufan            | Hull City           | definitivo (3 milioni €)     |
| D        | Marcel Tisserand      | Al-Ettifaq          | definitivo (3 milioni €)     |
| C        | Muhammed Gümüşkaya    | Westerlo            | definitivo (500 mila €)      |
| C        | Lamine Diack          | Ankaragücü          | definitivo (500 mila €)      |
| A        | Mërgim Berisha        | Augusta             | prestito (300 mila €)        |
| A        | Arda Okan Kurtulan    | Adana Demirspor     | definitivo (200 mila €)      |
| P        | Berke Özer            | Portimonense        | gratuito                     |
| D        | Steven Caulker        | Fatih Karagümrük    | prestito                     |
| C        | Mesut Özil            | İstanbul Başakşehir | gratuito                     |
| C        | Luiz Gustavo          | Al-Nassr            | gratuito                     |
| D        | Filip Novák           | Al-Jazira           | gratuito                     |
| C        | Max Meyer             | Lucerna             | gratuito                     |
| C        | José Sosa             | Estudiantes (LP)    | gratuito                     |
| D        | Serhat Ahmetoğlu      | Sarıyer             | gratuito                     |
| C        | Dimitrios Pelkas      | Hull City           | prestito                     |
| A        | Mbwana Samatta        | Genk                | prestito                     |
| A        | Burak Kapacak         | Fatih Karagümrük    | prestito                     |
| C        | Tiago Çukur           | Dender              | prestito                     |
| D        | Emir Ortakaya         | Göztepe             | prestito                     |
| C        | Murat Sağlam          | {                   | svincolato                   |
| A        | Diego Rossi           | Los Angeles FC      | fine prestito                |

### Sessione invernale
| Acquisti | Acquisti           | Acquisti           | Acquisti                    |
| R.       | Nome               | da                 | Modalità                    |
| -------- | ------------------ | ------------------ | --------------------------- |
| D        | Jayden Oosterwolde | Parma              | definitivo (6 milioni €)    |
| A        | Bruma              | PSV                | definitivo (4,25 milioni €) |
| D        | Samet Akaydin      | Adana Demirspor    | definitivo (3,7 milioni €)  |
| C        | Emre Demir         | Barcellona Atlètic | gratuito                    |
| C        | Eyüp Akcan         | Komurspor          | fine prestito               |

| Cessioni | Cessioni         | Cessioni         | Cessioni |
| R.       | Nome             | da               | Modalità |
| -------- | ---------------- | ---------------- | -------- |
| D        | Mauricio Lemos   | Atlético Mineiro | gratuito |
| A        | Bruma            | Braga            | prestito |
| C        | Emre Demir       | Samsunspor       | prestito |
| D        | Çağtay Kurukalıp | Iğdır            | prestito |
| D        | Eyüp Akcan       | Iğdır            | prestito |
| C        | Isak Vural       | Hammarby         | prestito |

## Risultati

### Süper Lig

#### Girone di andata
| Arbitro: | Yaşar Kemal Uğurlu |

|                                          |           |                                          |
| Valencia 19’ (rig.), 45+2’ Berisha 90+2’ | Marcatori | 29’ Glumac 67’ Gheorghe 73’ (rig.) Mršić |

| Arbitro: | Yaşar Kemal Uğurlu |

|  |           |                                                      |
|  | Marcatori | 8’ King 34’, 58’ Valencia 45+3’ Mor 86’, 90+2’ Güler |

| Arbitro: | Abdulkadir Bitigen |

|                                               |           |                                |
| Valencia 20’ (rig.), 41’ Zajc 47’ Alioski 83’ | Marcatori | 56’ (rig.) Belhanda 66’ Dzyuba |

| Arbitro: | Arda Kardeşler |

|           |           |  |
| Demir 66’ | Marcatori |  |

| Arbitro: | Ali Palabıyık |

|                         |           |  |
| João Pedro 37’ King 50’ | Marcatori |  |

6ª giornata : riposo
| Arbitro: | Hüseyin Göçek |

|                                                                        |           |  |
| D. Rossi 5’ Gustavo Henrique 17’ Crespo 45+4’ Valencia 70’ Kahveci 76’ | Marcatori |  |

| Istanbul 2 ottobre 2022, ore 20:00 CEST 8ª giornata | Beşiktaş         | 0 – 0 referto | Fenerbahçe | Vodafone Park (39 317 spett.)\| Arbitro: \| Volkan Bayarslan \| |
| Arbitro:                                            | Volkan Bayarslan |               |            |                                                                 |

| Arbitro: | Atilla Karaoğlan |

|                                                                |           |                                                |
| Crespo 9’ Valencia 28’, 62’ (rig.), 73’ (rig.) Batshuayi 90+5’ | Marcatori | 16’, 66’ (rig.) Borini 24’ Kouassi 83’ Kapacak |

| Arbitro: | Volkan Bayarslan |

|  |           |                                         |
|  | Marcatori | 3’ Batshuayi 25’ Kahveci 90+1’ D. Rossi |

| Arbitro: | Zorbay Küçük |

|              |           |  |
| D. Rossi 84’ | Marcatori |  |

| Arbitro: | Mustafa Kürşad Filiz |

|                  |           |                                                         |
| Topalli 48’, 67’ | Marcatori | 18’ (rig.), 49’, 88’ Batshuayi 36’ Kahveci 86’ Valencia |

| Arbitro: | Hüseyin Göçek |

|                     |           |  |
| Valencia 55’ (rig.) | Marcatori |  |

| Arbitro: | Arda Kardeşler |

|                     |           |                      |
| Valencia 19’ (rig.) | Marcatori | 71’, 83’ Borja Sainz |

| Arbitro: | Halil Umut Meler |

|                                 |           |  |
| Maxi Gómez 61’ Trézéguet 90+11’ | Marcatori |  |

| Arbitro: | Sarper Barış Saka |

|                                                          |           |  |
| King 20’ Batshuayi 26’ Dursun 86’ Gustavo Henrique 90+5’ | Marcatori |  |

| Arbitro: | Kadir Sağlam |

|            |           |                           |
| Wright 14’ | Marcatori | 55’, 62’ (rig.) Batshuayi |

| Arbitro: | Umut Meler |

|  |           |                                              |
|  | Marcatori | 32’ S. Oliveira 78’ Aktürkoğlu 90+10’ Icardi |

| Arbitro: | Mustafa Kürşad Filiz |

|             |           |                    |
| Kitsiou 55’ | Marcatori | 8’, 90+1’ Valencia |

#### Girone di ritorno
| Arbitro: | Abdulkadir Bitigen |

|           |           |                                 |
| Nayir 78’ | Marcatori | 73’ Batshuayi 89’ (aut.) Glumac |

| Arbitro: | Volkan Bayarslan |

|                                                    |           |          |
| Valencia 37’ (rig.), 39’, 52’, 59’ Batshuayi 90+2’ | Marcatori | 24’ Fall |

| Arbitro: | Ali Palabıyık |

|                   |           |              |
| Ndiaye 83’ (rig.) | Marcatori | 88’ Valencia |

| Arbitro: | Halil Umut Meler |

|                                                    |           |          |
| Valencia 37’ (rig.), 39’, 52’, 59’ Batshuayi 90+2’ | Marcatori | 24’ Fall |

| Arbitro: | Atilla Karaoğlan |

|               |           |                          |
| Kocaman 90+6’ | Marcatori | 6’ Valencia 67’ Kadıoğlu |

25ª giornata : riposo
| Arbitro: | Atilla Karaoğlan |

|              |           |                                 |
| Koulourīs 6’ | Marcatori | 65’ (rig.), 85’ (rig.) Valencia |

| Arbitro: | Meler |

|                                   |           |                                            |
| Valencia 41’ (rig.) Kahveci 90+5’ | Marcatori | 58’, 62’ Tosun 75’ Redmond 90+1’ Aboubakar |

| Arbitro: | Atilla Karaoğlan |

|             |           |                     |
| Ozdoyev 24’ | Marcatori | 51’ Zajc 78’ Szalai |

| Arbitro: | Atilla Karaoğlan |

|                                  |           |          |
| Valencia 87’ (rig.) Crespo 90+6’ | Marcatori | 80’ Sowe |

| Arbitro: | Atilla Karaoğlan |

|             |           |                       |
| Aleksić 30’ | Marcatori | 88’, 90+3’ João Pedro |

| Arbitro: | Kadir Sağlam |

|                               |           |                                 |
| Güler 25’, 51’ João Pedro 71’ | Marcatori | 57’ (rig.), 66’ Etemi 90+6’ Eze |

| Arbitro: | Zorbay Küçük |

|                |           |                                     |
| J. Caicedo 30’ | Marcatori | 22’ D. Rossi 45+1’, 45+10’ Kadıoğlu |

| Arbitro: | Bahattin Şimşek |

|           |           |                      |
| Bajić 68’ | Marcatori | 20’ (rig.) Batshuayi |

| Arbitro: | Abdulkadir Bitigen |

|                                           |           |                      |
| Batshuayi 11’ Luan Peres 58’ Valencia 71’ | Marcatori | 80’ (rig.) Trézéguet |

| Hatay 35ª giornata | Hatayspor | 0 – 3 (a tavolino) referto | Fenerbahçe | Stadio nuovo di Hatay |

| Arbitro: | Zorbay Küçük |

|                        |           |  |
| Valencia 2’ Zajc 90+5’ | Marcatori |  |

| Arbitro: | Abdulkadir Bitigen |

|                             |           |  |
| Zaniolo 28’, 79’ Icardi 71’ | Marcatori |  |

| Istanbul 38ª giornata | Fenerbahçe | 3 – 0 (a tavolino) referto | Gaziantep | Stadio Şükrü Saraçoğlu |

### Coppa di Turchia
| Arbitro: | Volkan Bayarslan |

|                             |           |  |
| King 31’ Batshuayi 34’, 54’ | Marcatori |  |

| Arbitro: | Bahattin Şimşek |

|                       |           |               |
| Zajc 12’ Valencia 89’ | Marcatori | 26’ Osmanoğlu |

| Arbitro: | Volkan Bayarslan |

|                                  |           |                 |
| Mor 8’, 42’ Dursun 58’ Güler 90’ | Marcatori | 18’ Kolovetsios |

| Sivas 3 maggio 2023, ore 19:30 CEST Semifinali - Andata | Sivasspor        | 0 – 0 referto | Fenerbahçe | New Sivas 4 Eylül Stadium\| Arbitro: \| Atilla Karaoğlan \| |
| Arbitro:                                                | Atilla Karaoğlan |               |            |                                                             |

| Arbitro: | Volkan Bayarslan |

|                                     |           |  |
| Kadıoğlu 47’ Batshuayi 58’ King 85’ | Marcatori |  |

| Arbitro: | Atilla Karaoğlan |

|                   |           |  |
| Batshuayi 1’, 29’ | Marcatori |  |

### UEFA Champions League
| Łódź 20 luglio 2022, ore 20:00 CET 2º turno preliminare - Andata | Dinamo Kiev  | 0 – 0 referto | Fenerbahçe | Stadion Miejski im. Władysława Króla (6 304 spett.)\| Arbitro: \| Glenn Nyberg \| |
| Arbitro:                                                         | Glenn Nyberg |               |            |                                                                                   |

| Arbitro: | Massimiliano Irrati |

|            |           |                              |
| Szalai 89’ | Marcatori | 57’ Buyalskyi 114’ Karavayev |

### UEFA Europa League

#### 3º turno preliminare
| Arbitro: | João Pinheiro |

|                            |           |  |
| Mor 17’ Lincoln 45+2’, 81’ | Marcatori |  |

| Arbitro: | Nikola Dabanović |

|             |           |            |
| Šašinka 58’ | Marcatori | 56’ Dursun |

#### Playoff
| Arbitro: | Siebert |

|  |           |                    |
|  | Marcatori | 8’ King 89’ Dursun |

| Arbitro: | Jesús Gil Manzano |

|                                       |           |                |
| Yüksek 8’ Kahveci 44’, 70’ Yandaş 79’ | Marcatori | 45+1’ Da Graça |

#### Fase a gironi
| Arbitro: | Tamás Bognár |

|                              |           |               |
| Henrique 35’ Batshuayi 90+1’ | Marcatori | 63’ Tsygankov |

| Arbitro: | Aljaksej Kul'bakoŭ |

|                       |           |                                   |
| Terrier 52’ Majer 54’ | Marcatori | 60’ Kahveci 90+2’ (rig.) Valencia |

| Arbitro: | Chris Kavanagh |

|                                |           |  |
| Batshuayi 26’ Mamas 79’ (aut.) | Marcatori |  |

| Arbitro: | Paweł Raczkowski |

|                       |           |                                     |
| Tričkovski 52’ (rig.) | Marcatori | 16’ João Pedro 80’ (rig.) Batshuayi |

| Arbitro: | Novak Simović |

|                               |           |                            |
| Valencia 42’ Zajc 82’ Mor 88’ | Marcatori | 5’, 30’ Gouiri 16’ Terrier |

| Arbitro: | Duje Strukan |

|  |           |                      |
|  | Marcatori | 23’ Güler 45+2’ Arão |

#### Fase ad eliminazione diretta
| Arbitro: | François Letexier |

|                       |           |  |
| Jordán 56’ Lamela 85’ | Marcatori |  |

| Arbitro: | Michael Oliver |

|                     |           |  |
| Valencia 41’ (rig.) | Marcatori |  |